# Fisher Island
Fisher Island – jednostka osadnicza w Stanach Zjednoczonych, w stanie Floryda, w hrabstwie Miami-Dade. Obejmuje wyspę o tej samej nazwie, pomiędzy Oceanem Atlantyckim a zatoką Biscayne, nieopodal miasta Miami Beach.